# August L. Mayer
August Liebmann Mayer (ur. 27 października 1885 w Griesheim, zm. 12 marca 1944 w KL Auschwitz) – niemiecki historyk sztuki i hispanista. Był uczniem Heinricha Wölfflina (1864–1945). Specjalizował się malarstwie hiszpańskim okresu Złotego Wieku, jako pierwszy zastosował nowoczesną metodologię w badaniu historii sztuki hiszpańskiej. Z pochodzenia był Żydem, zginął w obozie koncentracyjnym KL Auschwitz, pięć dni po deportacji z obozu w Drancy we Francji.

## Wybrane dzieła
- Jusepe de Ribera (Lo Spagnoletto), praca doktorska, 1907, Verlag Hiersemann, Lipsk 1908.
- Toledo, Verlag E. A. Seemann, Lipsk 1910.
- El Greco: eine Einführung in das Leben und Wirken des Domenico Theotocopuli genannt El Greco, Monachium, Delphin Verlag, 1911.
- Die Sevillaner Malerschule, Klinkhardt & Biermann, Lipsk, 1911.
- Geschichte der spanischen Malerei, 2 tomy, Klinkhardt & Biermann, Lipsk 1913, 1922.
- Segovia, Avila und El Eskorial, E. A. Seemann, Lipsk, 1913.
- Murillo – des Meisters Gemälde, DVA, Stuttgart-Berlin 1913
- Kleine Velazques-Studien, Delphin Verlag, Monachium, 1913.
- Manual de Historia del Arte, volumen 13 - Pintura del Renacimiento en Italia, tom 2: Malerei des 15. und 16. Jahrhtds. in Oberitalien. Erich v. d. Bercken, Berlin Neubabelsberg Athenaion, 1917
- Grünewald: Der Romantiker des Schmerzes, Monachium, Delphin-Verlag 1917.
- Expressionistische Miniaturen des deutschen Mittelalters, Monachium, Delphin Verlag 1918.
- Alt-Spanien, Müller & Rentsch Verlag, Monachium, 1921.
- Der spanische Nationalstil des Mittelalters, Lipsk, 1922.
- Mittelalterliche Plastik in Spanien. Delphin Verlag, Monachium, 1922.
- Francisco de Goya. Bruckmann, Monachium, 1922.
- Mittelalterliche Plastik in Italien, Delphin, Monachium, 1923.
- Gotische Portalskulpturen in Spanien, Lipsk 1923.
- Spanische Barock-Plastik. Monachium, 1923.
- Jacopo Tintoretto Monachium, 1923.
- Anthonis van Dyck, O. C. Recht, Monachium, 1923
- Diego Velazquez, Berlin 1924.
- Dominico Theotocopuli El Greco: Kritisches und illustriertes Verzeichnis d. Gesamtwerkes. F. Hanfstaengl, Monachium, 1926.
- La pintura española, Labor, Artes Plásticas 73-74, Barcelona-Buenos Aires, 1926.
- Gotik in Spanien, Lipsk 1928.
- El Greco. Klinhardt & Biermannm, Berlin, 1931.
- El estilo románico en España, Espasa-Calpe, Madryt-Barcelona, 1931.
- Velazquez: a catalogue raisonné of the Pictures and Drawings, Faber and Faber, Limited, Londyn, 1936.
- Velazquez, Éditions Pierre Tisné, Paryż, 1940